# Mynoghra, Annonciateur de l'apocalypse
Mynoghra : Annonciateur de l'apocalypse (異世界黙示録マイノグーラ～破滅の文明で始める世界征服～, Isekai Mokushiroku Mynoghra - Hametsu no Bunmei de Hajimeru Sekai Seifuku) est une série de light novels japonais écrite par Kazuno Fehu et illustrée par Navigavi. Fehu commence à publier la série sur le site web de roman en ligne Shōsetsuka ni narō en novembre 2017. Le premier volume du light novel est sorti en novembre 2019. Une adaptation manga, illustrée par Midorihana Yasaiko, est publiée pour la première fois dans le magazine en ligne Comic Walker de Kadokawa en 2020.

## Synopsis
Takuto Ira, personne principal de la série, mais également accablé par la maladie, excelle dans l'un des jeux de stratégie les plus en vogue, Eternal Nations, auquel il a réussi à parvenir au plus haut niveau de difficulté avec la race la plus faible. Après son décès dans sa chambre d'hôpital, il se retrouve réincarné en tant que seigneur maléfique du royaume de Mynoghra, dans le jeu de stratégie Eternal Nations, aux côtés d'Atô, son personnage préféré. Pour survivre, il doit conquérir le reste du monde.

## Médias

### Roman en ligne
Écrit par Kazuno Fehu, Mynoghra, Annonciateur de l'apocalypse paraît initialement sur le site de web romans en ligne Shōsetsuka ni narō le 1er novembre 2017. Le dernier chapitre à avoir été publié est le 162e chapitre, le 30 mai 2025.

### Light novel
Écrit par Kazuno Fehu et illustré par Navigavi, le premier volume de Mynoghra : Annonciateur de l'apocalypse est parue le 30 novembre 2019 au Japon, par l'éditeur Micro Magazine via le label GC NOVELS. En janvier 2023, la série compte 5 volumes, le dernier datant du 30 juin 2022. La série est licenciée en France par les Éditions Mahô et compte 2 volumes disponibles.

### Manga
Une adaptation manga, illustrée par Midorihana Yasaiko, débute dans le magazine en ligne Comic Walker de Micro Magazine. En avril 2023, 4 volumes sont publiés, le dernier datant du 25 février 2023.
Une traduction en français du manga est annoncée par Delcourt/Tonkam pour septembre 2023.

### Anime
Une adaptation en animé est diffusée à la télévision depuis juillet 2025.